# Косовска Каменица (община)
Община Косовска Каменица (на сръбски: Општина Косовска Каменица, на албански: Komuna e Kamenicës) е разположена в Гнилянски окръг, Косово. Неин административен център е град Косовска Каменица. Общата площ на общината е 413 км2. Населението е 27823 души, по приблизителна оценка за 2019 г., предимно албанци.

## Население
Населението на общината през 2003 година е 63 000 души, от тях 82,5 % албанци и 17,6 % сърби.